# Ground Control
Ground Control è un videogioco tattico in tempo reale sviluppato dalla Massive Entertainment e pubblicato nel 2000 dalla Sierra On-Line per Windows. 
È dotato di grafica 3D e di telecamera libera, che permette l'angolazione da ogni direzione della posizione attuale nelle missioni.
Il gioco include l'utilizzo di unità come carri armati, hovercraft, aircraft e artiglieria. Queste unità vengono aggiunte alla missione come rinforzi iniziali, ma non se ne può aggiungere altri durante la missione, quindi bisogna costruire attentamente un'armata adatta a completare la missione attuale; lo si può fare da soli o lasciando che lo faccia il computer.
Il gioco ha avuto un'espansione, Dark Conspiracy. Dopo l'uscita del sequel Ground Control II: Operation Exodus, l'originale Ground Control è stato reso gratuito al pubblico.

## Trama
Nel XXII secolo una guerra nucleare durata appena 16 minuti rischia di estinguere l'umanità. Una setta religiosa apocalittica, l'Ordine della Nuova Alba, che aveva previsto la catastrofe, rifugia i suoi fedeli in bunker anti-atomici mettendo al sicuro anche campioni di specie animali e vegetali e una raccolta di ogni scritto esistente sulla Terra. Dopo la distruzione l'Ordine decide di forzare i bunker, programmati per aprirsi dopo 40 anni, e di soccorrere l'umanità costruendo rifugi e luoghi di culto ed imponendosi socialmente e religiosamente nella nuova società post-apocalittica. Sulla Terra non sono sopravvissuti solo i membri dell'Ordine, ma anche alcune Mega-Corporazioni che, grazie alle risorse economiche a loro disposizione, si sono premunite per resistere al fallout. Nel 2157, risorte dalle ceneri, istituiscono il GCC (Global Control Center). Con il passare del tempo le antiche nazioni vengono sostituite dalle egemonie delle corporazioni e presto lo scontro tra esse e l'Ordine non tarda ad arrivare. Guidati dal fanatismo religioso e dell'incredibile divario tecnologico posseduto grazie ai documenti e libri salvati prima della guerra, l'Ordine combatte sanguinosamente per emergere come portatore della pace sulla Terra. Dopo 17 anni di guerra, nel 2177 viene firmata una pace, bandendo i conflitti sulla Terra e riconoscendo i possedimenti reclamati dall'Ordine. Nei secoli successivi le corporazioni e l'Ordine cominciano a colonizzare nuovi pianeti spostando i conflitti nello spazio.
Il gioco inizia su Krig-7B, un pianeta fittizio nel sistema Krig, dove è in corso una guerra tra l'Ordine della Nuova Alba e la Crayven Corporation per il dominio della superficie. La Crayven Corporation invia l'Astrid, un potente incrociatore da guerra spaziale, per combattere contro l'Ordine. Al comando delle Operazioni c'è la Direttrice Enrica Hayes. Nella prima parte di campagna la protagonista sarà il Maggiore Sarah Parker, un promettente ufficiale della Crayven caduta in disgrazia dopo un trauma avvenuto durante una guerra precedente. Nella seconda parte invece il protagonista è Jarred Stone, un orfano accudito e addestrato dall'Ordine e comandante pluridecorato.

### Campagna Crayven Corporation
1. Nodo di comunicazioni: Durante il Briefing la direttrice Enrica Hayes ordina al Maggiore Sarah Parker di distruggere il Nodo di comunicazioni dell'ordine nel settore desertico delle Dune dell´Oracolo. Al Maggiore viene affidata una sola una squadra di Marines, e le viene consigliato di compiere la missione prima dell'arrivo dei rinforzi che saranno sicuramente inviati a supporto della base. La navetta sbarca le truppe nei pressi della base dell'Ordine e, come previsto dal Maggiore, appena attaccata quest'ultima invia una richiesta di soccorso: i rinforzi arriveranno in 10 minuti. Distrutto il nodo di comunicazioni le truppe abbandonano il campo e vengono estratte dalla navetta Chicago. Durante il Debriefing Sarah si lamenta della guerra insolita che stanno conducendo, dove la corporazione tenta di avere il massimo profitto con il minimo impiego di risorse.
2. Il disertore: Sarah viene contattata dalla Hayes con urgenza: sembrerebbe che un membro dell'ordine, il vescovo Delendre, voglia disertare e raggiungere la Crayven per passare importanti informazioni. Il maggiore dovrà sbarcare, raggiungere il Vescovo ed estrarlo in sicurezza. Le truppe vengono lasciate sul campo e il Vescovo si mette immediatamente in contatto con il Maggiore spiegando che l'Ordine si è accorto della sua assenza e lo sta inseguendo. La Parker si muove rapidamente per aiutare il Vescovo, ormai sotto attacco dall'avanguardia dell'Ordine, ma nonostante i suoi sforzi il trasporto dell'uomo viene distrutto proiettandolo qualche metro piùin là (l´APC del vescovo esploderà appena ci si avvicinerà con qualsiasi unità). Il Maggiore ordina agli uomini di cercare tra i rottami l'uomo sperando che sia ancora vivo, ma una volta trovato, si capisce che è ormai in fin di vita e non resisterà in per molto. Con le ultime forze, il Vescovo consegna un disco dati alla Parker dicendole di fermare l'Ordine, il quale sta usando il progetto Garm per scopi che crede siano utili per l'umanità e porti il Paradiso. Nel Debriefing, Sarah, ritiratasi prima dell'arrivo delle forze dell'Ordine, appare sconvolta dalla morte del vescovo e si stupisce come Delendre abbia deciso di disertare essendo i membri dell'Ordine della Nuova Alba famosi per il loro fanatismo.
3. Alla fonte: La direttrice Hayes comunica al Maggiore che nella campagna verrà affiancata da un altro comandante per operazioni congiunte. Sarah chiede se ci sono novità ́sul disco dati consegnato da Delendre ma la Heyes la redarguisce duramente: i dati sul progetto Garm sono classificati e non devono interessarle. La conversazione è interrotta dall'arrivo del Maggiore Dwight Thomas, che si presenta alla Parker. La missione è distruggere un'importante base nel settore, protetta attualmente da torrette automatiche Tier-7 Guana, in grado di arrecare gravi danni anche ai terradyne più corazzati. Il Maggiore Parker dovrà quindi sbarcare 30 minuti prima dell'arrivo del corpo principale d'assalto guidato da Dwight e distruggere il generatore che alimenta le torrette T7. Una volta sbarcati la Parker distrugge il generatore in tempo e le forze Crayven invadono la base cominciando a demolirne le strutture. Durante l'assalto l'ospedale da campo contatta i due ufficiali dichiarando che nella struttura ci sono solo feriti e offrendo la propria resa. Eliminate le forze di presidio e le strutture principali, la Parker ordina agli uomini di circondare l'ospedale da campo, ma si accorge che le truppe di Dwight stanno facendo comunque fuoco. Sarah tenta inutilmente di fermare Dwight e l'ospedale viene distrutto con i feriti al suo interno, e questo provoca una profonda faida tra Sarah e Thomas. Nel Debriefing, Sarah rimane schifata dal comportamento di Dwight e della Corporazione che lo ha addirittura premiato: nuovi dubbi si insinuano nella sua mente riguardo la Corporazione e il suo modus operandi sul pianeta.
4. Scudo di ferro: La Crayven è in situazione d'emergenza: l'ordine sta attaccando la base di ricerca "ASEM" e le sue forze stanno per invaderla. La Hayes ordina quindi al Maggiore Parker di sbarcare e di respingere il nemico. Una volta schierate le truppe la Parker si attesta nei canyon che portano alla base, respingendo un primo assalto; questo però era solo una tattica per conoscere la posizione delle difese della Crayven sacrificando un piccolo contingente di fanteria. Per fortuna, il secondo assalto, molto più feroce, viene comunque respinto. Impossibilitati a sfondare da quel lato, le truppe dell'Ordine girano attorno alla base tentando di passare dagli accessi a nord, ma Sarah riesce celermente ad intervenire respingendo il nemico, che si ritira dal campo di battaglia. Nel Debriefing il Maggiore si stupisce di come il numero di truppe sul pianeta sia preponderante rispetto al loro e della ferocia con cui i soldati dell'Ordine attacchino senza remore.
5. Acquisizione: La Hayes informa il Maggiore Parker che l'Ordine della Nuova Alba sta spostando del materiale scientifico da una base ad un'altra più sicura, e dato il maggior controllo aereo della Crayven nel settore il trasporto avverrà via terra. Gli ordini del Maggiore sono di intercettare il convoglio prima che riesca a ripiegare nella seconda base. Una volta sbarcate, le truppe Crayven attaccano la scorta del convoglio. Gli Hoverdyne da trasporto dell'Ordine cambiano quindi direzione tentando di raggiungere la seconda base passando per un'altra strada, ma la Parker riesce comunque ad intercettare la scorta, distruggerla e bloccare il convoglio. Nel Debriefing Sarah racconta di come i trasporti spostassero delle casse inerenti al progetto Garm protette da degli esplosivi, come se l'Ordine ne preferisse la distruzione che la cattura.
6. Alle porte: Il Maggiore viene contattata per l'ennesima situazione d'emergenza: la Hayes sta per spiegare di cosa si tratta ma la Parker conosce già qual è l'obiettivo dell'Ordine, ovvero di nuovo la base ASEM. Quando la Direttrice, stupita dell'intuizione del Maggiore, chiede come faccia a saperlo, Sarah spiega che nell'ultimo attacco l'Ordine ha combattuto con più forze di quelle trasportabili in volo, il che indicherebbe la vicinanza di una base di supporto nell'area; tale intuizione era stata scritta nel rapporto post-missione dopo il primo attacco. La Hayes confessa di non aver letto quella parte del rapporto, ma la Parker ha già stabilito un piano d'azione pianificando lo sbarco delle truppe difensive direttamente al centro della base per respingere l'assalto. Le navette sbarcano e raggiungono le posizioni difensive combattendo per respingere l'attacco con successo. Le truppe dell'Ordine si ritirano, ma la Hayes contatta il Maggiore spiegando che è stata intercettata una comunicazione del nemico riguardo ad un reperto e le ordina di inseguire le unità nemiche in rotta e prendere la base con la forza. Sarah protesta dato che non ha forze a sufficienza per attaccare una base ben protetta e chiede cosa sia questo reperto. La Direttrice spiega che con reperto s'intende un congegno alieno e che i suoi ordini tassativi sono di conquistare la base che lo custodisce ad ogni costo. La Parker attacca la base eliminando le forze di presidio: al centro si erge un alto pilastro circondato da altri più piccoli chiaramente di origine artificiale. Nel debriefing, Sarah commenta il ritrovamento dell'artefatto e di come, nonostante sia una tecnologia sconosciuta ed avanzata, probabilmente era già antica agli albori dell'umanità.
7. Il satellite: Durante il briefing, la Hayes spiega al Maggiore che hanno perso il contatto con un satellite corporativo classe Cypher, che probabilmente precipiterà nei pressi della faglia di Foucault. L´Ordine si sta già muovendo per raggiungere il punto di caduta in modo da recuperare la tecnologia di cifratura della Crayven. Il Maggiore e le sue truppe verranno lasciate nei pressi di un avamposto radar che monitorerà la caduta del satellite e indicherà il punto d'impatto. Dopo lo sbarco, la Parker si attesta all'interno dell'avamposto in attesa. Nel frattempo le forze nemiche tentano di distruggere il radar situato all'interno per impedire che si riesca ad individuare il punto d'impatto del satellite. Mentre il Maggiore respinge gli attacchi, viene contattata dal Sergente Cole il quale richiede assistenza: mentre trasportava delle merci è stato intercettato dalle truppe dell'Ordine e ora lo stanno cercando. Sarah raggiunge il Sergente e lo scorta alla base al sicuro. Quando finalmente il radar individua il punto d'impatto del satellite, il Maggiore lo raggiunge e lo distrugge prima che l'Ordine possa approfittarne.
8. Situazione disperata: Le truppe Crayven sono in allerta: l'Ordine sta attaccando in forze tutto il settore della Faglia di Focault. La Hayes informa la Parker che le truppe che dovevano bloccare gli accessi al settore Crayven sono state annientate e ora l'Ordine sta convergendo verso un'importante struttura di ricerca, la base Charlie-Baker 401. L'ultima difesa saranno le truppe del Maggiore Parker che dovrà resistere fino all'arrivo dei rinforzi. Sbarcate le truppe, il Maggiore inizia una strenua difesa degli accessi alla base mentre l'Ordine incalza da ogni lato. La Crayven manda quindi il Maggiore Thomas a supporto ma la situazione precipita velocemente. Quando si capisce che ormai la base è persa, la Hayes ordina al Maggiore Parker di ritirarsi evacuando il personale scientifico e l'attrezzatura aprendosi una breccia tra le forze dell'Ordine. Sarah rompe l'assedio e si precipita verso la zona di recupero mentre le forze di Thomas vengono schiacciate dagli attacchi in massa dell'Ordine. Le truppe Crayven raggiungono il punto di estrazione dove le navette recuperano le forze della Parker scappando dalla zona. Nota: è possibile durante l'attacco che l'APC di Dwight Thomas venga distrutto. Il Maggiore griderà: "Ahhh! Ce ne sono troppi!". Per evitare che muoia durante questa missione, nel manuale tecnico allegato al gioco viene spiegato che gli APC di comando sono dotati di capsule di salvataggio blindate fatte apposta per mantenere in vita il comandante permettendo a livello di trama la sopravvivenza di Dwight dopo l'attacco.
9. Purificazione della giungla: La Crayven decide di contrattaccare nel settore della faglia di Foucault coordinando diversi attacchi alle strutture principali. Alla Parker viene assegnato l'assalto alle postazioni lungo il fiume nel cuore della giungla di Krig 7B. Le unità cominciano a farsi strada tra gli avamposti e le postazioni di cannoni, ma ad un tratto una comunicazione avverte il Maggiore che una squadriglia di aerodyne dell'Ordine sta convergendo nella sua posizione per attaccarla. Il nemico arriverà a portata tra 40 minuti. Le strutture nella zona vengono demolite e Sarah riesce a rientrare prima di essere annientata dallo stormo di aerodyne. Nel debriefing il Maggiore commenta la mossa avventata dell'Ordine nell'inviare la squadriglia di velivoli perché ora, seguendone il vettore di volo, potranno scoprire la base area da dove sono partiti: l'Ordine comincia ad essere alle strette e questa avventatezza ne è la prova.
10. Attacco alle difese: Come previsto dal Maggiore, la Crayven ha individuato la base aerea dell'Ordine nel settore protetta da potenti difese anti-aeree, che impediscono all'Astrid, l'incrociatore in orbita geostazionaria, di avere la meglio sulla controparte dell'Ordine. La Parker viene fatta sbarcare nei pressi della base, ed elimina prima tutti i siti AA e poi la grande base aerea. Nel debriefing Sarah racconta che sta seguendo gli esperimenti sugli xeno artefatti sparsi su Krig, e sembrerebbe che essi abbiano la proprietà di "risonanza simpatetica del segnale", dove, quando vengono investiti da una frequenza, essa rimbalzi su tutti gli altri pilastri.
11. Incarico di scorta: La direttrice Hayes e la Crayven stanno portando avanti gli studi sui pilastri alieni e assegna al Maggiore la scorta di un gruppo di scienziati che dovrà sbarcare in territorio dell'Ordine per eseguire delle rilevazioni sugli artefatti. Una volta sbarcati le unità Crayven avanzano verso il pilastro situato nella zona, eliminando le truppe dell'Ordine di pattuglia. Arrivati al sito, i tecnici si mettono al lavoro mentre la Parker li difende attendendo pazientemente che finiscano le rilevazioni. Appena terminato il loro compito, la scorta torna sui propri passi per l'estrazione, ma a metà strada la navetta Denver, incaricata del recupero, viene abbattuta dagli aerodyne nemici prima di poter raggiungere la zona di sbarco. Al Maggiore viene dunque assegnata una nuova zona di sbarco che dovrà raggiungere al più presto e creare un perimetro difensivo per proteggere gli scienziati in attesa delle navette. Giunti al punto di estrazione, l'Ordine tenta di sfondare il cordone protettivo delle truppe Crayven, ma il Maggiore resiste permettendo alle navetta di sbarcare e salvare i soldati e il team di ricerca. Il Maggiore comincia a dubitare che la guerra su Krig sia la solita guerra convenzionale per le risorse e che l'attenzione della Crayven e dell'Ordine si stia spostando esclusivamente sul controllo dei pilastri alieni.
12. Cattura e Controlla: Nuovamente viene richiesto al Maggiore di penetrare in una base dell'Ordine e di presidiarla mentre un team scientifico lavora sulla gli xeno artefatti. Il Maggiore protesta data la pericolosità e la futilità di questi incarichi che mettono a rischio i suoi uomini, ma la Hayes le ricorda che il suo compito è eseguire gli ordini nell'interesse della compagnia. Le navette sbarcano e i soldati attaccano e conquistano la base e la zona attorno ai pilastri. Una nuova navetta fa sbarcare quindi in team scientifico che viene scortato e protetto mentre recupera nuovi dati sui pilastri. Una volta terminato il compito e raggiunta la zona di sbarco, le truppe e gli scienziati vengono recuperati. Nel debriefing Sarah esulta entusiasta perché formalmente l'Astrid, l'incrociatore Crayven, ha avuto la meglio sulla controparte dell'Ordine respingendola dal pianeta. Le truppe dell'Ordine su Krig ora rimarranno isolate e la loro resistenza non durerà per molto.
13. Sotto lo scudo: Ora che l'Astrid ha il pieno controllo dell'orbita planetaria, alla Crayven non resta che eliminare le ultime sacche di resistenza dell'Ordine, attestate al polo nord del pianeta. Prima di lanciare un attacco, però, si è tentato di individuare le postazioni nemiche invano, dato che sembrano coperte da un campo di interferenza che ne impedisce la localizzazione. La direttrice Hayes incarica il Maggiore Parker di sbarcare nella zona dove il campo è più forte e distruggere la struttura che lo genera. Le truppe di Sarah vengono sbarcate nei freddi ghiacci del polo di Krig-7B e assaltano la base, distruggendo il generatore di campo, dopodiché fuggono recandosi alla zona di sbarco. Dopo la missione Sarah si scontra con il duro fanatismo dei membri dell'Ordine che, nonostante la sconfitta imminente, non vogliono cedere di un passo. Quella che avrebbe dovuto essere una vittoria facile probabilmente si rivelerà un compito arduo.
14. Dietro le linee: Senza il campo di interferenza, le basi dell'Ordine sono alla scoperto e la Crayven può finalmente coordinare gli attacchi al polo. Nonostante ciò il numero e la potenza delle truppe dell'Ordine è ancora massiccio ed è perciò impossibile conquistare la zona con un semplice attacco frontale. Per eliminare quindi la forte resistenza del nemico in un colpo solo la Crayven lancerà un attacco diversivo mentre la Parker, agendo indisturbata dietro le linee nemiche, eliminerà le strutture dell'Ordine. Per evitare che i radar individuino e allertino l'Ordine dell'attacco, solo una navetta potrà sbarcare, e i rinforzi potranno raggiungere il campo di battaglia solo quando il Maggiore accecherà i sensori, distruggendo la base radar. La Parker attacca quindi le strutture dell'Ordine e le distrugge una per una prendendo il controllo dell'intero settore.
15. Prova di forza: Grazie ai meriti ottenuti nella campagna, al Maggiore Parker è affidato l'attacco alla base principale dell'Ordine che metterà fine al suo dominio sul Pianeta. Prima di attaccare direttamente, bisognerà eliminare l'avamposto che protegge l'ingresso alla base e poi procedere: se ne occuperà il Maggiore Thomas, supportato da una piccola squadra della Parker. Una volta eliminato il resto delle unità del Maggiore Parker potrà raggiungere il campo e iniziare l'attacco. Prima di chiudere il Briefing la Hayes intima Sarah di interrompere immediatamente qualsiasi tentativo di carpire informazioni sul progetto Garm e, in caso contrario, sarà sottoposta a pesanti punizioni disciplinari. La navetta sbarca quindi le truppe sul campo e i due ufficiali procedono all'eliminazione dell'avamposto. Una volta distrutto il Maggiore Parker richiama i rinforzi e attacca la base dell'Ordine distruggendo il quartier generale sul pianeta. Al centro della base svetta un pilastro estremamente più grande degli altri, e a missione compiuta, mentre Sarah si congratula con i propri soldati, questo si attiva emanando un fascio rosso che solca il pianeta disegnando un pentacolo sulla superficie.

### Campagna Ordine della Nuova Alba
MISSIONE 1 Il giorno della liberazione.
Il Decano Jarred Stone è sopravvissuto alla guerra che ha posto fine al dominio dell'Ordine sul pianeta.
Nascondendosi alle truppe Crayven riesce a mettersi in contatto con il Paladino Magnus, nel tentativo di non farsi catturare e di mettere i bastoni tra le ruote ai Crayven.
Date le scarse risorse i due uomini sono consapevoli che non si atterranno a tattiche di guerra convenzionali ma che cercheranno di aggredire il nemico di nascosto con attacchi mordi e fuggi.
La priorità è recuperare o distruggere l'equipaggiamento dell'Ordine che i Crayven stanno utilizzando per portare avanti gli studi sul progetto Garm. Il Paladino è a conoscenza che la Crayven custodisce in una base del materiale sottratto all'Ordine e chiede a Jarred di distruggerlo.
Per permettere la riuscita della missione il Decano dovrà attaccare uno dei quattro avamposti esterni alla base e, mentre il nemico si sposta da quel lato per intervenire, entrare dalla parte opposta con i crociati e distruggere i veicoli che trasportano l'equipaggiamento.
Le truppe sbarcano e il Decano riesce a penetrare nella base e a distruggere l'equipaggiamento, venendo estratto dalla navetta subito dopo.
MISSIONE 2 Aprire la strada.
Il prossimo obiettivo del Paladino è distruggere una base di ricerca Crayven dove stanno studiando i reperti. Nei giorni precedenti è riuscito a mettersi in contatto con uno stormo di aerodyne, pronti a lanciare un raid contro la base ma Jarred dovrà prima eliminare le torrette Anti-Aree perimetrali alla base rimanendo nascosto dalle pattuglie di terradyne pesanti.
Con il favore della notte il Decano attacca e distrugge i siti AA permettendo agli aerodyne alleati di piombare sulla base e distruggerla.
Nel debriefing Jarred confessa di trovarsi a disagio con questi attacchi disonorevoli e solo l'amicizia che lo lega a Magnus e alla situazione attuale lo spingono ad andare avanti.
MISSIONE 3 Casa di nessuno.
Stone viene svegliato da Magnus poiché le truppe Crayven hanno trovato la struttura dei paladini che stanno usando come base operativa e hanno perso ogni contatto.
Jarred viene quindi inviato sul campo per soccorrere la base prima che venga annientata dal nemico. 
Giunto sul posto il Decano si rende conto che i Crayven hanno gia invaso la struttura danneggiandola seriamente. Magnus chiede a Jarred di cercare dei cristalli dati all'interno di una scatola blindata, che probabilmente sono stato sbalzati dall'esplosione dell'edificio principale finendo da qualche parte nel perimetro interno.
Il Decano trova i cristalli dati e si ritira prima che i Crayven possano fermarlo.
Magnus lascia i dati a Jarred che li consulta: sono anni che l'Ordine studia i pilastri alieni ma finora ne erano stati ritrovati solo elementi singoli su diversi pianeti. Krig 7B è l'unico pianeta su cui siano stati trovati più di un pilastro, rendendolo probabilmente il centro nevralgico del sistema alieno. I restanti dati sul progetto Garm sono criptati e Jarred non può consultarli.
MISSIONE 4 Attivazione.
Il Paladino Magnus spiega a Jarred che ha individuato un'altra base Crayven dove stanno studiando i pilastri alieni e nella quale sono custoditi i dati dell'Ordine che devono essere sottratti prima che possano essere utilizzati.
Il Decano sbarca quindi con una piccola forza scortando un gruppo di tecnici fin dentro alla base ed eliminando le truppe di presidio.
I dati vengono recuperati e le unità vengono estratte alla zona di sbarco.
MISSIONE 5 Verso il tramonto.
Il paladino Magnus ha individuato l'ennesima base che sta studiando gli artefatti alieni e che deve essere distrutta. Per l'occasione Magnus stesso scenderà in campo insieme a Jarred per compiere la missione.
Il Decano sbarca sul campo, ma a causa di alcune pattuglie aeree della Caryven passate vicino al vettore di volo delle navette, giunge in ritardo. Durante l'attesa di Stone le unità di Magnus vengono notate e le pattuglie Crayven iniziano ad attaccarlo. Jarred quindi si muove velocemente per dare supporto e una volta sconfitti i nemici entrambi convergono sulla base distruggendola.
Nel Debriefing Stone si confessa estremamente preoccupato di sapere dei pilastri e delle informazioni classificate a cui non potrebbe accedere. Non ha idea come agire e si sente perso senza la guida spirituale di un Cardinale.
MISSIONE 6 Stazione di pre-allarme.
Magnus contatta Stone dicendogli che finalmente le sue preghiere sono state esaudite e l'Ordine sta mandando un nuovo incrociatore su Krig. La Retribution e il Cardinale Aegeri giungeranno presto per riprendere il controllo del pianeta.
Jarred entra nel panico consapevole che con il cardinale giungerà anche l'inquisizione e cerca di dire a Magnus che sa dei cristalli e del progetto Garm. Il Paladino però lo interrompe facendogli capire che non è il momento di preoccuparsi e che non ha colpe avendo eseguito solamente le direttive assegnatogli.
Magnus prosegue dicendo a Stone che per permettere all'incrociatore di giungere senza problemi dovranno distruggere la base di pre-allarme della Crayven. Purtroppo non dispongono di forze sufficienti per attaccare efficacemente, ma recentemente Magnus ha catturato due Terradyne pesanti della Crayven che se riparati potranno supportare l'assalto. Per assicurarsi la vittoria Magnus gli indica anche il punto dove sono stati piazzati i generatori che alimentano le difese automatiche della base di pre-allarme.
Jarred sbarca quindi nei pressi della base e scorta i meccanici nel piccolo avamposto dove sono custoditi i due terradyne. 
Appena riparati Stone parte all'attacco distruggendo la torre radar e l'intera base.
Ora l'Ordine ha di nuovo il supporto di una nave in orbita e una catena di comando ma Jarred sente la pressione dei membri dell'inquisizione che potrebbero scoprire che è a conoscenza del progetto Garm.
MISSIONE 7 Carico importante.
Jarred fa conoscenza con il Cardinale Aegeri, che prenderà il controllo delle operazioni sul pianeta.
Chiede anche al Decano se sappia dove si trovi il Paladino Magnus poiché vorrebbe chiarimenti sulle scelte degli obiettivi. Jarred informa il cardinale che per motivi di sicurezza non era stato informato della posizione di Magnus per evitare che la Crayven potesse estorcere tale informazione in caso di cattura.
Jarred chiede se le sue truppe verranno trasferite sulla Retribution, ma il Cardinale lo informa che preferisce farlo operare dalla superficie.
Il Cardinale Aegeri assegna al Decano una nuova missione: hanno intercettato una comunicazione Crayven in cui scoprono che alcuni prigionieri, alti funzionari dell'Ordine, saranno trasferiti dalla base Crayven "Akara" ad un'altra più sicura. Jarred dovrà attaccare la base e portare in salvo i prigionieri prima che il trasferimento sia completato.
Stone sbarca con le truppe e penetra nella base portando in salvo i prigionieri tenuti sedati in alcuni veicoli medici.
Mentre sta raggiungendo la zona di sbarco però gli si parano davanti le truppe comandate da Dwight Thomas, conosciuto dal Decano per il massacro dell'ospedale alle Dune dell'Oracolo.(missione 3 della campagna Crayven). Jarred promette un colloquio con il Cardinale a chiunque gli porti la testa di Dwight.
Il Maggiore non riesce però a fermare le truppe dell'ordine che evacuano i prigionieri appena raggiunta la zona di estrazione.
(Nota: è possibile distruggere l'APC di Dwight Thomas prima dell'estrazione. Per giustificare il fatto che non muoia durante questa missione nel manuale tecnico allegato al gioco viene spiegato che gli APC di comando sono dotati di capsule di salvataggio blindate fatte apposta per mantenere in vita il comandante permettendo a livello di trama la sopravvivenza di Dwight.)
Arrivati sull'incrociatore Stone si accorge che i prigionieri sono stati fatti sparire dai registri come se non fossero mai esistiti; tutti avevano a che fare con il progetto Garm e il Decano comincia a sospettare che ci sia sotto qualcosa di marcio in questa situazione.
MISSIONE 8 La Manna degli eretici.
Il Cardinale si complimenta con Stone, lodandolo per i suoi successi e che ha agito bene in tutte le situazioni, tutto sommato.
Il Cardinale Aegeri ordina a Jarred distruggere importanti strutture produttive della Crayven sul pianeta.
Il Decano sbarca quindi con le navette e distrugge tutti gli obiettivi.
Nel Debriefing Jarred parla della paura dei suoi soldati interrogati dagli inquisitori e di come i cristalli dati lo stiano spingendo sempre più verso la verità, ma lontano dalla luce della fede. Ancora non vi è alcun contatto con Magnus.
MISSIONE 9 Cannone in viaggio.
Nel Briefing il Cardinale Aegeri informa Jarred che in una importante base Crayven molte delle forze di presidio si sono spostate per ripare i danni alle difese perimetrali: questa è una grande opportunità per attaccare la base ora che è scarsamente difesa. Distruggendo i generatori che alimentano la base per il Decano sarà semplice poi assaltare le strutture principali a Nord della base.
Prima di partire però il Cardinale chiede nuovamente a Jarred se abbia notizie del Paladino Magnus: quest'ultimo ha avuto contatti con il vescovo Delendre prima del suo tradimento e ora è ricercato per chiarimenti.
Le navette scaricano le truppe e Stone affronta le forze rimanenti di presidio della base e ne distrugge il quartier generale.
Ad un tratto Magnus si mette in contatto e chiede a Jarred di spostarsi in una zona schermata per poter parlare. Il Decano quindi si muove con il suo APC nella zona designata mettendosi in contatto con Magnus. Jarred chiede dove sia finito ma Magnus spiega che hanno poco tempo prima che l'Ordine individui la chiamata quindi gli consegna il codice di criptaggio di Delendre per accedere a tutti i file del progetto Garm contenuti nel cristallo dati. Stone chiede cosa dovrà farne di queste informazioni e Magnus gli risponde che dovrà seguire la propria coscienza e decidere poi come agire.
Durante il viaggio di ritorno alla base Jarred accede dal suo pc personale ai dati criptati e a viene a conoscenza che i pilastri su Krig fanno parte di un complesso sistema di allarme di un antico impero perduto: dovra continuare le sue ricerche nascosto agli occhi degli inquisitori.
MISSIONE 10 Quattro ponti da salvare.
Il Cardinale Aegeri comunica a Jarred che la Crayven sta tentando un massiccio contrattacco spostando le sue truppe oltre il confine del settore. 
Per assicurarsi che le unità possano sfondare il fronte stanno cercando di creare una testa di ponte in un punto dove il passaggio è consentito solo da quattro ponti che attraversano un largo canyon.
Il Cardinale invia quindi il Decano ad impedire che l'avanguardia delle forze Crayven si attesti sui ponti.
Sbarcato con le navette il Decano muove le truppe sgomberando i ponti dal nemico.
Le forze Crayven ripiegano al ponte più a ovest ma Stone riesce comunque a respingerli.
Ota Stone capisce che Magnus aveva già capito tutto sul progetto Garm e Delendre aveva condiviso le informazioni con lui, prima di tentare di avvertire la Crayven del piano dell'Ordine. Magnus ha quindi operato nel periodo precedente all'arrivo della Retribution per distruggere obiettivi utili alle finalità del progetto Garm, togliendo risorse sia alla Crayven che all'Ordine stesso. La guerra è ormai giunta ad uno stallo e nessuna delle due fazioni ha le risorse per poter portare avanti il progetto Garm.
MISSIONE 11 Fonte di energia.
Il Cardinale sbraita che non è soddisfatto della condotta dei Decani dell'Ordine, e che i fallimenti passati hanno rallentato il prosieguo del progetto Garm. Minaccia che qualsiasi incapacità a raggiungere gli obiettivi di missione sarà punita con la purificazione immediata: il progetto Garm riuscirà e lui sarà il "pugno di Dio".
Una volta calmatosi ordina al Decano di eliminare una base Crayven costruita nella zona dei pilastri. Una base aerea controlla l'area e finché non verrà distrutta il Decano potrà far sbarcare una sola nave. il Cardinale annota anche la presenza di un piccolo avamposto della regione, che può ́essere attaccato a discrezione del Decano.
Il Decano fa sbarcare le truppe ed elimina la base area poi, richiamati i rinforzi, conquista anche la base principale mettendo in sicurezza la zona.
Dopo la missione la direttrice Hayes e il Cardinale Aegeri dichiarano un'alleanza tra le forze Crayven e dell'Ordine sul pianeta, in uno sforzo congiunto di carpire il potere degli xeno artefatti. Per Jarred è la goccia che fa traboccare il vaso: capisce che ad Aegeri interessa solo portare avanti il progetto Garm ignorando qualsiasi morale di fede dell'Ordine della Nuova Alba.. Magnus contatta Jarred dicendo che non è il solo ad essere contro questa alleanza.
Stone spiega la situazione ai suoi uomini che rimanendo fedeli al loro comandante si preparano ad impedire che il progetto Garm venga portato a termine.
MISSIONE 12 Missione segreta.
Il Paladino Magnus è di nuovo in contatto con Jarred: dovranno agire velocemente prima che Aegeri si renda conto della spaccatura che si è creata nelle file dell'Ordine. L'obiettivo sarà eliminare la base Fukabe, dove un team di ricerca della Crayven e dell'Ordine è quasi giunto a completare le ricerche sui pilastri alieni. Appena l'alleanza si accorgerà dell'attacco invierà rinforzi dalla base Xanadu più a Nord e il Decano avrà poco tempo per liberarsi delle forze di presidio della Fukabe prima di essere attaccato alle spalle.
Inoltre Magnus è a conoscenza di un convoglio Crayven che sta girando nella zona, ma grazie ad un vecchio amico nella Crayven , Magnus è sicuro di poterlo rallentare mentre Jarred fa il suo lavoro.
Le navette sbarcano e attaccano la Fukabe; il cardinale Aegeri contatta Jarred accusandolo di tradimento e che lo porterà personalmente davanti all'inquisizione. Jarred affronta le truppe di presidio e i rinforzi inviati demolendo le strutture di ricerca.
Poco dopo Magnus avverte Jarred che la Crayven sta approfittando della situazione per scortare dei tecnici al sito del pilastro e prenderne possesso senza che l'Ordine lo sappia: il Decano dovrà intercettare il convoglio e catturare i mezzi da trasporto.
Jarred si precipita verso il convoglio annientando la scorta: nel veicolo da trasporto c'è però il Sergente Cole che si rivela essere il contatto di Magnus nella Crayven. Il sergente Cole chiede al Decano di scortarlo fino al sito dell'artefatto e di tenerlo al sicuro.
Jarred quindi si posiziona all'interno del cratere dove al centro svetta il pilastro alieno mentre una nuova forza d'attacco tenta di eliminarlo.
Sconfitte le truppe Crayven Magnus avverte Jarred che una navetta Crayven sta per atterrare nel cratere e di prepararsi a combattere. Sorprendentemente nella navetta c'è il Maggiore Parker che dichiara di essere venuta senza cattive intenzioni. Cole presenta entrambi gli ufficiali: il loro obiettivo comune, fermare il progetto Garm, potrà unirli in questa nuova battaglia.
Nel Debriefing il Decano parla della tempra di Sarah e dei suoi uomini e di come ella sospetti che Aegeri e La Hayes fossero d'accordo già nelle due settimane precedenti per allearsi: perciò le ultime missioni erano solo un pretesto per migliorare la propria posizione in vista dell'imminente alleanza.
Le forze del Maggiore e del Decani si rifugiano in una base Crayven Abbandonata nei monti Roscharch.
MISSIONE 13 Meraviglie d'inverno.
Il Paladino Magnus contatta Jarred per avvertirlo dell'immediata minaccia alla loro base delle operazioni al polo. La Crayven li ha trovati e sta lanciando un attacco agli avamposti che proteggono gli accessi alla base. 
Jarred sbarcherà con una navetta nella base e supporterà gli avamposti nel tentativo di respingere il nemico; nel caso dovesse andare male sono pronte altre navette di rinforzo.
Le truppe del Decano vengono schierate e si dirigono verso gli avamposti nei Canyon mentre Magnus rimane alla base con il suo APC. La prima ondata viene respinta ma altre forze Crayven intervengono attaccando da ogni direzione. Nonostante gli sforzi del Decano le difese cominciano a cedere e Magnus ordina la ritirata. 
Jarred sa che non può lasciare il campo senza che la Crayven lo assalga alle spalle ma Magnus decide di rimanere e tamponare la ritirata. Il Decano è consapevole che Magnus non sopravviverà ma il Paladino lo convince a lasciarlo combattere dato che le sue forze sono l'ultima speranza per fermare il progetto Garm. 
Jarred ripiega verso la zona di estrazione mentre Magnus rimane nella base. I Crayven distruggono e uccidono Magnus ma il suo sacrificio permette alla Parker di estrarre in sicurezza Jarred e i suoi soldati.
Tornato alla base Jarred completa la decriptazione dei cristalli dati e quello che scopre lo sconvolge: milioni di anni fa un esteso e potente impero alieno dominava questo settore della galassia; preoccupati per la loro sopravvivenza gli alieni cominciarono a costruire un esteso sistema di difesa nel caso non riuscissero a difendersi da un'imminente invasione: i pilastri avrebbero attivato delle inarrestabili macchine da guerra che avrebbero sterminato ogni cosa sul loro cammino, ma l'attacco partì direttamente da Krig 7B e ciò non permise l'attivazione di tale contromisura. I pilastri quindi sono rimasti qui fino ad ora ed è intenzione del Cardinale e della Hayes di attivare queste micidiali armi per spazzare via le corporazioni dai pianeti colonia e perfino dalla Terra. Se non li fermeranno causeranno un genocidio dell'umanità.
MISSIONE 14 Attacco disperato.
Jarred, Cole e la Parker si ritrovano per decidere il da farsi. Hanno una finestra per raggiungere la base polare dove è custodito il sistema principale di attivazione dei pilastri ma il tempo stringe.
Decisi a tentare il tutto per tutto si accordano per eliminare la grande base che protegge l'accesso al settore assicurandosi di non venire attaccati alle spalle durante la battaglia finale. La base è protetta a sua volta da due avamposti fortemente presidiati ad est ed ad ovest. 
La Parker sbarcherà prima con tutte le forze disponibili attirando il nemico sul ponte a Sud e permettendo al Decano di far atterrare una piccola forza dalla parte opposta senza essere individuato. 
Eliminate le truppe al ponte procederanno assieme verso l'avamposto ovest; una volta distrutto la Parker lo presidierà mentre Jarred elimina quello ad est. Fatto questo attaccheranno la base da entrambi i lati.
Dunque la Parker attacca il ponte e Jarred sbarca in sicurezza con la prima navetta: l'attacco combinato permette ai due comandanti di eliminare le pattuglie e poi anche l'avamposto ad ovest.
Sbarcati i rinforzi Jarred attacca l'avamposto ad est: il piano va come sperato e la base viene annientata.
MISSIONE 15 L'ultima danza.
Ormai il tempo sta finendo, l'alleanza sta per attivare i pilastri alieni portando a termine il loro folle piano. 
L'unica opzione è distruggere il pilastro principale prima che il progetto Garm giunga a compimento.
Jarred chiede come faranno ad abbattere gli xeno artefatti dato che anche i colpi delle armi pesanti rimbalzano sulla loro superficie. Cole suggerisce di usare delle cariche TDX da demolizione, in grado di fare a pezzi qualsiasi cosa, ma richiedono un tempo di carica prima di esplodere.
Il piano è semplice: Stone attaccherà da terra penetrando nella base per piazzare le cariche mentre la Parker supporterà con gli aerodyne l'assalto.
Decisi a mettere fine alla pazzia della Hayes ed Aegeri, i comandanti schierano le truppe sul campo.
Se Jarred sbarcherà nella zona ad ovest verrà attaccato da uno stormo di aerodyne dell'ordine che cercheranno di intercettarlo, il Maggiore invierà i suoi caccia per aiutare il Decano.
Se invece sbarcherà ad ovest davanti a lui si pareranno le truppe speciali dell'inquisizione per fermarlo.
Il Decano riesce a penetrare nella base e viene attaccato dall'aerodyne di Aegeri e dalla sua scorta ma viene abbattuto morendo nell'esplosione.
Jarred può finalmente posizionare le cariche ma ci vuole del tempo prima che possano esplodere e quindi si attesta per difenderle.
La Crayven invia il Maggiore Dwight nell'ultimo disperativo tentativo di fermare Jarred: le sue truppe sbarcano nella base attaccando Jarred che però riesce ad annientarle e ad uccidere Dwight con somma soddisfazione della Parker.
La cariche sono pronte e tutti si allontanano per mettersi al riparo. L'esplosione dilania in due il pilastro principale il quale emette un fascio di energia che raggiunge l'Astrid in orbita danneggiandola.
Parker e Stone possono ora tirare un sospiro di sollievo e godersi lo spettacolo: nei prossimi giorni dovranno trovare un modo per lasciare il pianeta assieme.
Sull'Astrid nel frattempo la Hayes sta comunicando con un uomo misterioso lamentandosi che la Parker le ha rovinato i piani. Un soldato bussa insistentemente alla porta della camera della Hayes dicendo che è richiesta sul ponte per chiarimenti. L'uomo Le dice che saprà sicuramente cavarsela e di non preoccuparsi perché altri potenti misteri attendono nel buio della galassia.

## Modalità di gioco
Ogni partita del gioco inizia con una visuale dall'alto, ma è anche possibile cambiare la telecamera da qualsiasi angolo, persino la prospettiva di una delle unità terrestri. Essendo un videogioco tattico in tempo reale, sono assenti le meccaniche di raccolta di risorse e gestione economica. 
Le unità possono sfruttare le ombre delle elevazioni per camuffarsi, e la fanteria può anche usare il fogliame per nascondersi, rendendo quindi necessario esplorare i dintorni e scoprire punti deboli nemici in modo da proteggere le unità armate. È presente il fuoco amico, dove le unità che sparano dietro le linee amiche possono sparare anche gli alleati che si trovano nel raggio di tiro, il che rende quindi necessario prestare attenzione alla posizione delle squadre.
Prima di iniziare una missione qualsiasi, è necessario decidere quali truppe portare sul campo di battaglia, divise in squadroni che andranno caricate nelle navi orbitali e trasportate direttamente sul campo di battaglia (con alcune eccezioni). Ogni nave orbitale può trasportare fino a tre truppe a seconda dei progressi della campagna a giocatore singolo. Ogni truppa è divisa in squadroni, ognuno dei quali consistente in fanteria, veicoli, supporto e velivoli; è anche presente l'APC di Comando, obbligatoria per la missione ma che non consuma spazio.
Le due fazioni sono la Corporazione Crayven e l'Ordine della Nuova Alba, e presentano alcune sostanziali differenze: mentre la prima ha unità più resistenti che si affidano all'armatura pesante, alla balistica tradizionale e al movimento, l'altra si affida a un sistema di propulsione che incrementa la velocità e la mobilità e usano armi energetiche che aumentano il potenziale di danno. Inoltre, ogni fazione presenta anche una truppa specialista esclusiva: la Corporazione possiede la Fanteria Jaeger, una squadra di quattro cecchini utili per l'esplorazione, mentre l'Ordine possiede la Fanteria di Templari, una squadra tutta al femminile dotata di potenti lanciamissili anticarro che però non possono attaccare la fanteria. Ogni unità, tranne l'APC di Comando, può scegliere una sola arma specializzata e un solo pezzo d'equipaggiamento speciale, ognuno con una quantità finita di utilizzi, solitamente due o tre volte per una squadra durante una missione, e una sola per le più potenti. Le armi speciali variano dai fanti mortai e razzi anticarro ai missili migliorati e alle testate tattiche nucleari, che possono migliorare l'efficacia di una squadra nel suo ruolo specializzato o permetterle di sconfiggere bersagli ostici. Gli equipaggiamenti speciali includono invece medikit, kit di riparazione, intensificatori d'immagine, postbruciatori, alcune torrette stazionarie e stazioni di riparazione per l'Ordine.
Ogni squadra che sopravvive a una missione viene ripristinata al pieno e riceve esperienza e medaglie in base alla sua prestazione, medaglie che possono donare loro abilità migliorate che le rendono più efficienti nella campagna. Se però l'intera squadra viene annientata, viene rimossa dal gioco (a meno che non si giochi a difficoltà Facile, e in questo caso la squadra verrà ripristinata e ripartirà priva di esperienza).

## Accoglienza
| Testata                          | Giudizio |
| -------------------------------- | -------- |
| Metacritic (media al 31-12-2020) | 86/100   |
| AllGame                          | 4/5      |
| CGW                              | 4/5      |
| Eurogamer                        | 9/10     |
| GamePro                          | 4,5/5    |
| GameRevolution                   | A−       |
| GameSpot                         | 8.5/10   |
| GameSpy                          | 90%      |
| GameZone                         | 8/10     |
| IGN                              | 8.6/10   |
| Next Generation                  | 3/5      |
| PC Gamer (USA)                   | 85%      |

Il gioco ha ricevuto un'accoglienza "favorevole" stando al sito web Metacritic, ed è stato lodato per la storia, la grafica, la telecamera 3D liberamente controllabile, la facilità d'uso e l'approccio originale del gameplay. Alcuni ne hanno però criticato la mancanza di avversari IA nel multigiocatore. Jim Preston lo ha recensito per la rivista Next Generation, votandolo con tre stelle su cinque, ritenendolo "magnifico, intuitivo e semplice, un RTS adatto ai fan dell'azione."
Il gioco è stato nominato al premio "Strategico in Tempo Reale dell'Anno" del 2000 di Computer Games Magazine, oltre che al premio "Strategico dell'Anno 2000" di GameSpy, vinto da The Sims

## Espansioni e sequel
L'espansione Ground Control: Dark Conspiracy è stata pubblicata per il gioco. Essa include una nuova fazione, i Mercenari Fenice, con le sue 15 ulteriori missioni che espandono la trama. I due giochi sono usciti nel 2001 con un bundle chiamato Ground Control Anthology.
Il sequel Ground Control II: Operation Exodus possiede una nuova storia, e anche un modo più rapido per inviare rinforzi, aggiungibili anche alla missione. Altrettanto significante è stata l'aggiunta di punti di controllo (cioè le Zone d'Atterraggio e le Postazioni Vittoria) e una forma di economia, cioè i Punti Acquisizione.
Nel 2008, la Vivendi ha mantenuto la proprietà della serie Ground Control, poco dopo la sua fusione con la Activision Blizzard che ha portato all'acquisto della Massive Entertainment da parte della Ubisoft nel novembre 2008; tale proprietà è durata fino a luglio 2009, quando è stato annunciato che il franchise sarebbe stato ceduto alla Rebellion Developments. Quest'ultima azienda aveva annunciato i progetti di un nuovo gioco della serie, anche se non ci sono state notizie di conferma da allora.
Nel 2009, sia Ground Control Anthology che Ground Control II sono apparsi sul distributore digitale GOG.com. Nel 2015, la Rebellion ha ripubblicato entrambi i titoli su Steam in 2015.